# Беј Хед (Њу Џерзи)
Беј Хед (енгл. Bay Head) град је у америчкој савезној држави Њу Џерзи.

## Демографија
По попису из 2010. године број становника је 968, што је 270 (-21,8%) становника мање него 2000. године.
| Група             | 2000.         | 2010.       |
| Белци             | 1.203 (97,2%) | 944 (97,5%) |
| Афроамериканци    | 2 (0,2%)      | 5 (0,5%)    |
| Азијати           | 7 (0,6%)      | 7 (0,7%)    |
| Хиспаноамериканци | 16 (1,3%)     | 10 (1,0%)   |
| Укупно            | 1.238         | 968         |